# Саяхимов, Назарбек
Назарбек Саяхимов (каз. Саяхимов Назарбек; 1928 год, село Кокпекты — 1983 год, там же) — звеньевой мясного совхоза «Кокпектинский» Министерства совхозов СССР, Кокпектинский район Семипалатинской области, Казахская ССР. Герой Социалистического Труда (1948).

## Биография
Родился в 1928 году в крестьянской семье в селе Кокпекты.
С 1942 года трудился рабочим в совхозе «Коминтерн» (позднее — «Кокпектинский») Кокпектинского района. Позднее был назначен звеньевым в этом же совхозе.
В 1947 году в совхозе «Кокпектинский» средняя урожайность зерновых составила по 70 пудов (11,4 центнеров) пшеницы с каждого гектара. На отдельном участке площадью 101 гектаров было собрано в среднем по 32,6 центнера пшеницы с каждого гектара. Звену Назарбека Саяхимова было выделено для работы 18 гектаров пашни, отведённой под пары, и 35 гектаров целинных земель. Самоотверженный труд звена привёл к получению высокого урожая пшеницы на выделенном участке, в результате чего коллектив занял одно из первых мест в колхозе по сбору урожая пшеницы. За получение высоких урожаев пшеницы удостоен звания Героя Социалистического Труда указом Президиума Верховного Совета СССР от 3 мая 1948 года с вручением ордена Ленина и золотой медали «Серп и Молот».
Этим же указом были удостоены звания Героя Социалистического Труда директор совхоза Максим Степанович Цепура и управляющий фермой Кумар Григорьевич Раев. Максим Цепура, осуждённый позднее за взяточничество, был лишён звания Героя Социалистического Труда в 1963 году.
Получив образование в Семипалатинском сельскохозяйственном техникуме, продолжил трудиться агрономом в этом же совхозе. Окончил заочное отделение Казахского сельскохозяйственного института в Алма-Ате. Член КПСС с 1952 года.
С 1953 года — главный инженер совхоза «Кокпектинский». За умелое руководство совхозной агрономической службой был награждён орденом Трудового Красного Знамени.
С 1961 года — директор совхоза «Образцовый животновод» (позднее — совхоз «Ульгулималшинский»). Под его руководством поголовье совхозного крупного рогатого скота увеличилось с 6811 до 7702, овец и коз — с 15345 до 18203, лошадей — с 769 до 1404. В 1966 году совхоз перевыполнил план по сдаче государству зерна на 184 %. За эти выдающиеся трудовые достижения совхозу было передано переходящее Красное Знамя ЦК Компартии Казахстана. Назарбеку Саяхипову была вручена почётная Грамота Верховного Совета Казахской ССР.
Избирался депутатом сельского совета народных депутатов и членом райкома Компартии Казахстана.
Скончался в 1983 году. Похоронен на мусульманском кладбище села Кокпекты.
Награды
- Герой Социалистического Труда
- Орден Ленина
- Орден Трудового Красного Знамени

## Память
Его именем названа одна из улиц в селе Кокжайык (ранее Ивановка) и в селе Бигаш Кокпектинского района.